# Ivan Castiglia
Ivan Castiglia (Cosenza, 6 gennaio 1988) è un ex calciatore italiano, di ruolo centrocampista.

## Carriera

### Club
Cresciuto a Tarsia (CS) facendo molti provini entrò nella Reggina, con la quale esordisce in Serie A nel 2006, in seguito gioca con altre squadre come Vicenza, Lucchese e Martina.
Nell'estate del 2008 viene acquistato in prestito dal Cittadella, che milita in Serie B, e dopo una stagione vissuta da titolare, la metà del suo cartellino viene riscattata dal club.
Il 1º febbraio 2010 ritorna alla Reggina.
Il 27 ottobre 2010 dopo un lungo infortunio fa il suo esordio in Coppa Italia in Frosinone-Reggina 2-4 siglando anche una rete.
Nella gara di campionato Reggina-Nocerina 2-1 del 13 novembre 2011 arriva la sua centesima gara tra i professionisti.
L'anno calcistico 2011-2012 lo conclude in anticipo (il 24 marzo 2012) perché viene messo ai margini della squadra dopo una lite con l'allora tecnico Angelo Gregucci.
Il 2012-2013 la Reggina lo mette fuori squadra e non lo fa partire per il ritiro precampionato ma a fine settembre viene reintegrato in rosa e il 14 ottobre 2012 gioca la sua prima gara Reggina-Livorno 1-3.
Il 9 gennaio 2013, viene ceduto in prestito dalla Reggina al Catanzaro.
Per la stagione 2013/2014 passa al Vicenza in Lega Pro Prima Divisione, siglando la sua prima rete in biancorosso e in carriera in campionato in Vicenza 3-1 Südtirol (il 3 novembre 2013).
Il 4 luglio 2014 firma un contratto biennale con la Salernitana.
Il 5 gennaio 2015 viene prelevato in prestito dal Como. Il 14 giugno 2015, dopo aver disputato, da protagonista, i play off di lega pro, riporta la squadra lariana in serie B dopo 11 anni, grazie al successo, sul doppio confronto, con la Virtus Bassano (2-0; 0-0). Nell'ottobre del 2019 viene tesserato dal Real Giulianova che milita nel girone F della serie D.

### Scuola Calcio
Ha una scuola calcio a Reggio Calabria e possiede un centro sportivo di padel sempre nella città dello stretto.

### Nazionale
Il 25 marzo 2009 ha esordito in Nazionale Under-21 nella partita amichevole Austria-Italia (2-2) giocata a Vienna.

## Statistiche

### Presenze e reti nei club
| Stagione          | Squadra           | Campionato        | Campionato | Campionato | Coppe nazionali | Coppe nazionali | Coppe nazionali | Coppe continentali | Coppe continentali | Coppe continentali | Altre coppe | Altre coppe | Altre coppe | Totale | Totale |
| Stagione          | Squadra           | Comp              | Pres       | Reti       | Comp            | Pres            | Reti            | Comp               | Pres               | Reti               | Comp        | Pres        | Reti        | Pres   | Reti   |
| ----------------- | ----------------- | ----------------- | ---------- | ---------- | --------------- | --------------- | --------------- | ------------------ | ------------------ | ------------------ | ----------- | ----------- | ----------- | ------ | ------ |
| 2005-2006         | Reggina           | A                 | 3          | 0          | CI              | 1               | 0               | -                  | -                  | -                  | -           | -           | -           | 4      | 0      |
| 2006-gen. 2007    | Reggina           | A                 | 0          | 0          | CI              | 2               | 0               | -                  | -                  | -                  | -           | -           | -           | 2      | 0      |
| gen.-giu. 2007    | Vicenza           | B                 | 1          | 0          | CI              | -               | -               | -                  | -                  | -                  | -           | -           | -           | 1      | 0      |
| 2007-gen. 2008    | Martina           | C1                | 17         | 0          | CI-C            | 0               | 0               | -                  | -                  | -                  | -           | -           | -           | 17     | 0      |
| gen.-giu. 2008    | Lucchese          | C1                | 2          | 0          | CI-C            | -               | -               | -                  | -                  | -                  | -           | -           | -           | 2      | 0      |
| 2008-2009         | Cittadella        | B                 | 29         | 0          | CI              | 1               | 0               | -                  | -                  | -                  | -           | -           | -           | 30     | 0      |
| 2009-gen. 2010    | Cittadella        | B                 | 14         | 0          | CI              | 1               | 0               | -                  | -                  | -                  | -           | -           | -           | 15     | 0      |
| Totale Cittadella | Totale Cittadella | Totale Cittadella | 43         | 0          |                 | 2               | 0               |                    | -                  | -                  |             | -           | -           | 45     | 0      |
| gen.-giu. 2010    | Reggina           | B                 | 3          | 0          | CI              | -               | -               | -                  | -                  | -                  | -           | -           | -           | 3      | 0      |
| 2010-2011         | Reggina           | B                 | 19+2       | 0          | CI              | 2               | 1               | -                  | -                  | -                  | -           | -           | -           | 23     | 1      |
| 2011-2012         | Reggina           | B                 | 20         | 0          | CI              | 2               | 0               | -                  | -                  | -                  | -           | -           | -           | 22     | 0      |
| 2012-gen. 2013    | Reggina           | B                 | 5          | 0          | CI              | 2               | 0               | -                  | -                  | -                  | -           | -           | -           | 7      | 0      |
| gen.-giu. 2013    | Catanzaro         | 1D                | 11         | 0          | CI+CI-LP        | -               | -               | -                  | -                  | -                  | -           | -           | -           | 11     | 0      |
| 2013-2014         | Vicenza           | 1D                | 28+1       | 3          | CI+CI-LP        | 0+1             | 0               | -                  | -                  | -                  | -           | -           | -           | 30     | 3      |
| 2014-gen. 2015    | Salernitana       | LP                | 4          | 0          | CI+CI-LP        | 1+2             | 0               | -                  | -                  | -                  | -           | -           | -           | 7      | 0      |
| gen.-giu. 2015    | Como              | LP                | 15+5       | 2          | CI+CI-LP        | 0+3             | 0               | -                  | -                  | -                  | -           | -           | -           | 23     | 2      |
| 2015-2016         | Catania           | LP                | 16         | 0          | CI+CI-LP        | 0               | 0               | -                  | -                  | -                  | -           | -           | -           | 16     | 0      |
| 2016-2017         | Robur Siena       | LP                | 18         | 1          | CI+CI-LP        | 1+0             | 0               | -                  | -                  | -                  | -           | -           | -           | 19     | 1      |
| 2017-gen. 2018    | Triestina         | C                 | 4          | 0          | CI+CI-C         | 0+2             | 0               | -                  | -                  | -                  | -           | -           | -           | 6      | 0      |
| gen.-giu. 2018    | Reggina           | C                 | 9          | 0          | CI-C            | -               | -               | -                  | -                  | -                  | -           | -           | -           | 9      | 0      |
| Totale Reggina    | Totale Reggina    | Totale Reggina    | 59+2       | 0          |                 | 9               | 1               |                    | -                  | -                  |             | -           | -           | 70     | 1      |
| 2019-2020         | Giulianova        | D                 | 7          | 0          | -               | -               | -               | -                  | -                  | -                  | -           | -           | -           | 7      | 0      |
| 2020- ott. 2020   | Recanatese        | D                 | 1          | 0          | -               | -               | -               | -                  | -                  | -                  | -           | -           | -           | 1      | 0      |
| ott.- dic. 2020   | Rende             | D                 | 4          | 0          | -               | -               | -               | -                  | -                  | -                  | -           | -           | -           | 4      | 0      |
| 2020-2021         | FC Messina        | D                 | 5          | 1          | -               | -               | -               | -                  | -                  | -                  | -           | -           | -           | 5      | 1      |
| Totale carriera   | Totale carriera   | Totale carriera   | 235+8      | 7          |                 | 21              | 1               |                    | -                  | -                  |             | -           | -           | 264    | 8      |